# معمارية 4 بت
الحوسبة بـ 4 بت هي استخدام معماريات الحاسوب التي تكون فيها الأعداد الصحيحة (بالإنجليزية: integer) ووحدات البيانات الأخرى بعرض 4 بت. تشير معماريات وحدة المعالجة المركزية (بالإنجليزية: CPU) ووحدة المنطق الحسابي (بالإنجليزية: ALU) القائمة على 4 بت إلى الأنظمة التي تعتمد على السجلات أو نواقل البيانات (بالإنجليزية: Address bus) بهذا الحجم. وتُعرف مجموعة من أربع بتات باسم نايبل (بالإنجليزية: nibble)، وتملك 16 قيمة ممكنة (حيث 24 = 16)، بنطاق يتراوح من 0 إلى 15.
رغم أن الحوسبة بـ 4 بت أصبحت قديمة، حيث أن وحدات المعالجة المركزية التي تدعم 4 بت كأقصى حجم لم تعد مستخدمة، إلا أن الأعداد الصحيحة ذات 4 بت أو أقل، وكذلك الأعداد العائمة (بالإنجليزية: Floating Point) ذات 4 بت، بدأت تكتسب أهمية متزايدة في مجالات الذكاء الاصطناعي والنماذج اللغوية الكبيرة. كانت المعالجات بـ 4 بت تُستخدم على نطاق واسع في الآلات الحاسبة الإلكترونية، وفي تطبيقات أخرى تعتمد على الحسابات العشرية مثل سجلات النقد الإلكترونية، ومؤقتات أفران الميكروويف، وغيرها. ويُعزى ذلك إلى أن قيمة 4 بت تتسع لرقم عشري واحد مشفر ثنائيًا (بالإنجليزية: BCD)، مما يجعلها مناسبة لمعالجة القيم العشرية بشكل مباشر. ونظرًا لأن 4 بت عمومًا غير كافية لتمثيل عنوان ذاكرة في البرامج أو البيانات الواقعية، فقد كانت نواقل البيانات في تلك الأنظمة أكبر حجمًا. فعلى سبيل المثال، كان للمعالج الدقيق النموذجي إنتل 4004 (بالإنجليزية: Intel 4004)، المصمم بمعمارية 4 بت، ناقل بيانات بحجم 12 بت.
استُخدمت تصاميم 4 بت لفترة قصيرة عندما كانت الدوائر المتكاملة لا تزال مرتفعة التكلفة، وكانت تركز على التطبيقات الحساسة للتكلفة. وعلى الرغم من أن الحوسبة بـ 4 بت أصبحت قديمة إلى حد كبير، إلا أن قيم 4 بت لا تزال مستخدمة في نفس الأدوار المرتبطة بالأنظمة العشرية التي صُممت لها، مع ملاحظة أن التطبيقات الحديثة أصبحت أوسع نطاقًا وتعالج عدة قيم 4 بت بالتوازي. ومن أمثلة ذلك تصميم إتش بي ساتورن (بالإنجليزية: HP Saturn) في الثمانينيات. وبحلول التسعينيات، تم استبدال معظم هذه الاستخدامات بتصاميم ثنائية للأغراض العامة.

## التاريخ

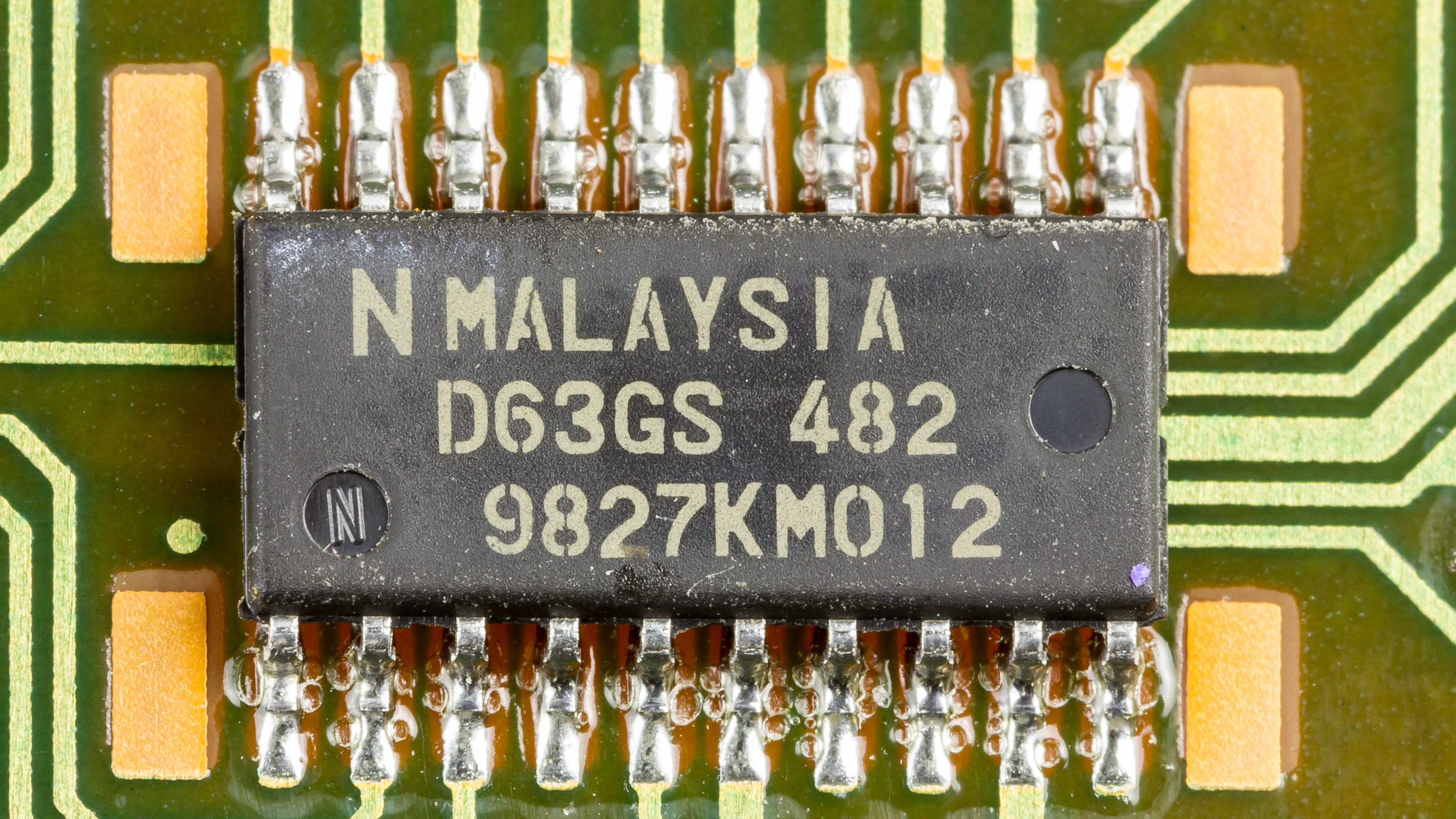
20-pin PSOP – NEC D63GS: جهاز تحكم عن بعد بمتحكم دقيق رباعي البتات بالأشعة تحت الحمراء

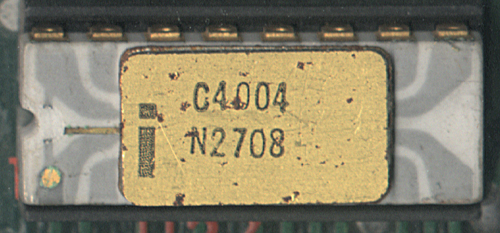
موصل حزمة ثنائية خطية Dual in-line package أو DIP ذو 16 سنًا – إنتل سي 4004 Intel C4004

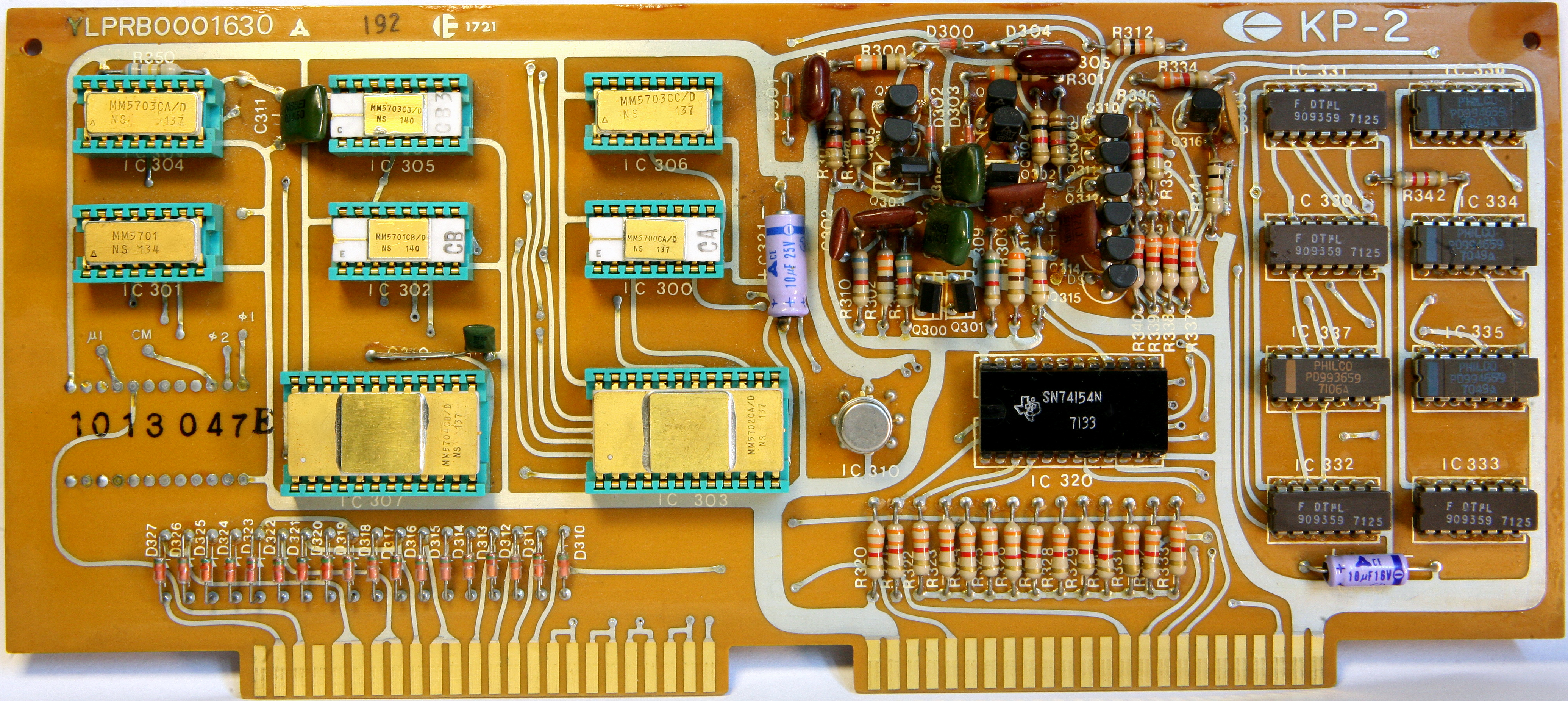
آلة حاسبة سطح المكتب "أولمبيا سي دي700" Olympia CD700 تستخدم متحكم 4 بت التسلسلي "مابس أم أم570اكس" MAPS MM570X من ناشونال سيمي كوندكتور

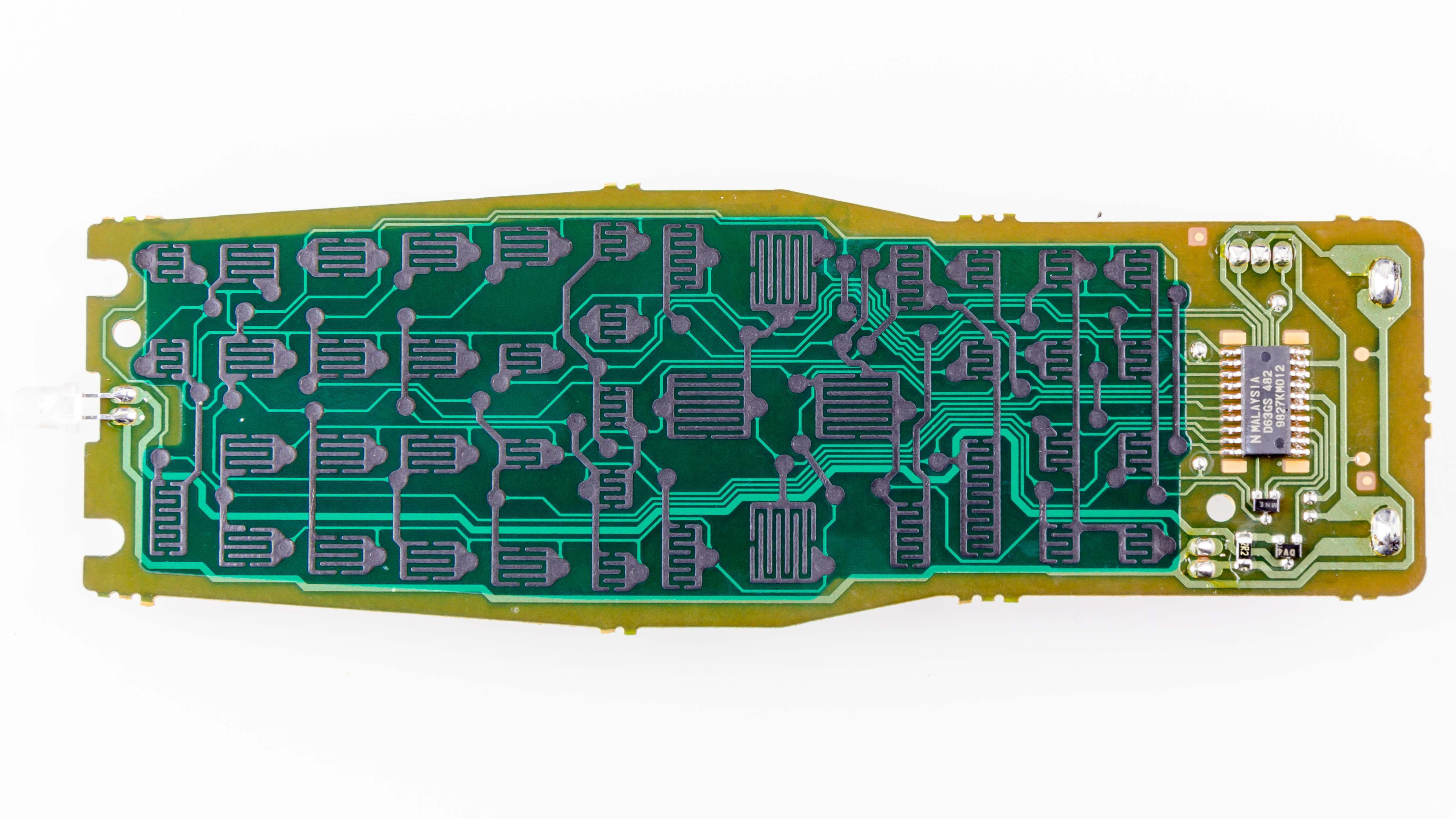
لوحة دارات متحكم عن بعد بالأشعة تحت الحمراء وهو جهاز تحكم عن بعد يتم التحكم فيه بواسطة متحكم "نيس دي 63 جي اس" NEC D63GS رباعي البتات

قد تبدو المعالجات ذات 4 بت محدودة القدرات، إلا أنها كانت وما زالت تلائم تطبيقات محددة، مثل الآلات الحاسبة، حيث يتسع كل رقم عشري ضمن أربعة بتات.
شهدت بدايات المعالجات الدقيقة في سبعينيات القرن الماضي ظهور وحدات بمعمارية 4 بت. كان أول معالج دقيق تجاري من هذا النوع هو إنتل 4004، الذي يعتمد على الترميز العشري الثنائي (BCD)، وقد صُمم خصيصًا لتطبيقات الآلات الحاسبة في عام 1971. تميز هذا المعالج بطول كلمة 4 بت، مع تعليمات 8 بت وعناوين ذاكرة 12 بت. تلاه معالج إنتل 4040، الذي أضاف دعمًا للمقاطعات وميزات أخرى متقدمة.
وفي عام 1974، ظهر أول حاسوب تجاري أحادي الشريحة بمعمارية 4 بت، وهو تكساس إنسترومنتس TMS 1000. احتوى هذا الحاسوب على وحدة معالجة مركزية (CPU) ذات 4 بت، تعتمد معمارية هارفارد، مع تعليمات بعرض 8 بت، وذاكرة للقراءة فقط (ROM) مدمجة للتعليمات، وذاكرة وصول عشوائي (RAM) للبيانات بكلمات 4 بت.
يُعد روكويل PPS-4 معالجًا مبكرًا آخر بمعمارية 4 بت، تم تقديمه في عام 1972، وحقق انتشارًا واسعًا في الألعاب الإلكترونية المحمولة باليد وغيرها من التطبيقات المماثلة. خضع هذا المعالج لتحسينات مستمرة، وبحلول عام 1975، تم دمجه مع شرائح دعم إضافية لتشكيل حاسوب متكامل على شريحة واحدة.
نظرًا للقيود المفروضة على حجم البرامج، كانت برمجة معالجات 4 بت تتم باستخدام لغة التجميع أو لغة فورث، كما في حالة "عائلة MARC4 لوحدة المعالجة المركزية فورث ذات 4 بتات"، (التي توقف إنتاجها حاليًا). لغات البرمجة الشائعة، مثل لغة C، لا تدعم أنواع البيانات ذات 4 بت، حيث تتطلب أن يكون حجم نوع البيانات "char" 8 بتات على الأقل، وأن تكون جميع أنواع البيانات الأخرى مضاعفات لحجم الحرف.
شهدت سبعينيات القرن الماضي ظهور تطبيقات برمجية ذات 4 بت في الأسواق الاستهلاكية، مثل الآلات الحاسبة الجيبية. واستمر استخدام هذه المعالجات في الألعاب الإلكترونية المحمولة باليد خلال الثمانينيات، نظرًا لتكلفتها المنخفضة.
في سبعينيات وثمانينيات القرن الماضي، استخدمت بعض الحواسيب البحثية والتجارية تقنية "تقطيع البتات"، حيث يتم بناء وحدة الحساب والمنطق (ALU) من أقسام متعددة بعرض 4 بت، باستخدام شرائح مثل Am2901 أو 74181.
وعلى الرغم من أن Zilog Z80 هو معالج دقيق ذو 8 بت، إلا أن وحدة الحساب والمنطق الخاصة به تعتمد على معمارية 4 بت.
وبالمثل، فإن سلسلة الحواسيب الصغيرة Data General Nova، التي تعتمد على معمارية 16 بت، كانت تعالج الأرقام داخليًا باستخدام وحدة حساب ومنطق 4 بت، فيما يُعرف بـ "تسلسل النبل".
تُعد معالجات HP Saturn، المستخدمة في العديد من آلات حاسبة Hewlett-Packard بين عامي 1984 و 2003، من المعالجات "ذات 4 بت" (أو الهجينة 64/4 بت). تقوم هذه المعالجات، مثل إنتل 4004، بتجميع كلمات 4 بت لتشكيل عناوين ذاكرة أكبر، مثل عناوين 20 بت. ومعظم السجلات فيها بعرض 64 بت، لتخزين 16 رقمًا من 4 بتات.
بالإضافة إلى ذلك، استخدمت بعض الآلات الحاسبة المبكرة، مثل Casio AL-1000 (1967)، و Sinclair Executive (1972)، و HP Saturn (1984)، مسارات بيانات 4 بت للوصول إلى السجلات، بمعدل 4 بتات (رقم BCD واحد) في المرة الواحدة.

## قائمة بمعالجات بحجم 4 بت
- إنتل 4004
- إنتل 4040
- محور أتميل MARC4 (atmel.com) - لا يوصى بها للتصاميم الجديدة.
- سلسلة توشيبا TLCS-47
- معالج ساترن من اتش بي HP Saturn (microprocessor)
- إن إي سي μPD75X
- إن إي سي μPD6P9 مرسل أشعة تحت حمرة عن بعد للتحكم  نسخة محفوظة 28 أكتوبر 2008 على موقع واي باك مشين.

## وصلات خارجية
- إتش بي ساتورن[الإنجليزية] (بالإنجليزية: HP Saturn)
- "المنتجات: وحدات تحكم دقيقة عالية الأداء رباعية البتات (عائلة S1C63)". Epson. مؤرشف من الأصل في 2013-07-29.
- اعتبارات لمعالجة 4 بت